# Hotline Bling
"Hotline Bling" é uma canção gravada pelo rapper canadense Drake, lançada como o primeiro single de seu quarto álbum de estúdio, Views (2016). A música é creditada como uma faixa bônus no álbum. Foi disponibilizado para download digital em 31 de julho de 2015, através da Cash Money, Young Money e Republic.
"Hotline Bling" alcançou o número dois na Billboard Hot 100. Ele também alcançou o número três no Canadá e no Reino Unido. A música ganhou o prêmio de Canção de Rap/Hip-Hop Favorita no American Music Awards de 2016. Ele também recebeu duas vitórias no Grammy Awards de 2017 para melhor canção de rap e melhor desempenho de rap ou cantado.

## Paradas musicais
| Parada (2015–2017)                                | Posição de pico |
| ------------------------------------------------- | --------------- |
| Austrália (ARIA)                                  | 2               |
| Austrália (ARIA Urban Singles Chart)              | 2               |
| Áustria (Ö3 Austria Top 75)                       | 19              |
| Bélgica (Ultratop 50 de Flandres)                 | 8               |
| Bélgica (Ultratop Urban de Flandres)              | 1               |
| Bélgica (Ultratop 50 da Valônia)                  | 5               |
| Canadá (Canadian Hot 100)                         | 3               |
| República Checa (Rádio Top 100)                   | 69              |
| República Checa (Singles Digitál Top 100)         | 11              |
| Dinamarca (Hitlisten)                             | 5               |
| Dominican Republic (Monitor Latino)               | 11              |
| Finlândia (Suomen virallinen lista)               | 14              |
| França (SNEP)                                     | 9               |
| Alemanha (Offizielle Deutsche Charts)             | 18              |
| Hungria (Single Top 40)                           | 8               |
| Irlanda (IRMA)                                    | 8               |
| Israel (Media Forest)                             | 3               |
| Itália (FIMI)                                     | 9               |
| Itália (Musica e Dischi)                          | 7               |
| Líbano (OLT20)                                    | 8               |
| Mexico Airplay (Billboard)                        | 9               |
| Mexico Streaming (AMPROFON)                       | 3               |
| Países Baixos (Dutch Top 40)                      | 9               |
| Países Baixos (Single Top 100)                    | 6               |
| Nova Zelândia (Recorded Music NZ)                 | 14              |
| Noruega (VG-lista)                                | 11              |
| Polónia (Polish Airplay Top 100)                  | 82              |
| Escócia (Scottish Singles Chart)                  | 12              |
| Eslováquia (Rádio Top 100)                        | 81              |
| Eslováquia (Singles Digitál Top 100)              | 5               |
| África do Sul (EMA)                               | 3               |
| Espanha (PROMUSICAE)                              | 12              |
| Suécia (Sverigetopplistan)                        | 12              |
| Suíça (Schweizer Hitparade)                       | 13              |
| Reino Unido (UK Singles Chart)                    | 3               |
| Reino Unido (OCC UK R&B)                          | 1               |
| Estados Unidos (Billboard Hot 100)                | 2               |
| Estados Unidos (Billboard Dance/Mix Show Airplay) | 6               |
| Estados Unidos (Billboard R&B/Hip-Hop Songs)      | 1               |
| Estados Unidos (Billboard Mainstream Top 40)      | 2               |
| Estados Unidos (Billboard Rhythmic)               | 1               |

| Parada (2015)                         | Posição |
| ------------------------------------- | ------- |
| Austrália (ARIA)                      | 43      |
| Australia Urban (ARIA)                | 9       |
| Canadá (Canadian Hot 100)             | 43      |
| França (SNEP)                         | 90      |
| Hungria (Single Top 40)               | 100     |
| Itály (FIMI)                          | 84      |
| Países Baixos (Dutch Top 40)          | 67      |
| Países Baixos (Single Top 100)        | 78      |
| UK Singles (OCC)                      | 40      |
| EUA Billboard Hot 100                 | 30      |
| EUA Hot R&B/Hip-Hop Songs (Billboard) | 8       |
| EUA Rhythmic (Billboard)              | 26      |

| Chart (2016)                          | Position |
| ------------------------------------- | -------- |
| Australia Urban (ARIA)                | 18       |
| Bélgica (Ultratop Flanders)           | 100      |
| Bélgica (Ultratop Wallonia)           | 79       |
| Canadá (Canadian Hot 100)             | 25       |
| França (SNEP)                         | 76       |
| Itália (FIMI)                         | 58       |
| Espanha (PROMUSICAE)                  | 70       |
| Suíça (Schweizer Hitparade)           | 73       |
| UK Singles (OCC)                      | 90       |
| EUA Billboard Hot 100                 | 24       |
| EUA Hot R&B/Hip-Hop Songs (Billboard) | 6        |
| EUA Mainstream Top 40 (Billboard)     | 48       |
| EUA Rhythmic (Billboard)              | 36       |

| Parada (2010–2019)                    | Posição |
| ------------------------------------- | ------- |
| EUA Billboard Hot 100                 | 92      |
| EUA Hot R&B/Hip-Hop Songs (Billboard) | 18      |